# Ostmünsterland
Das Ostmünsterland (auch: Emssandebene oder Sandmünsterland) ist eine naturräumliche Haupteinheit der Haupteinheitengruppe Westfälische Bucht in Nordrhein-Westfalen, zu einem kleinen Teil auch in Niedersachsen. Sie schließt südlich an den Teutoburger Wald an und umfasst die überwiegend sandigen Flächen am Oberlauf der Ems bis unmittelbar oberhalb Rheines und dem der Lippe bis einschließlich Lippstadt sowie die an deren je rechtsseitigen Zuflüssen.
Entgegen der Namensgebung gehört nur etwa die Hälfte der Fläche des Ostmünsterlandes zum historischen Münsterland, an dessen Kernland es sich überdies eher nordöstlich als östlich anschließt.
Benachbarte Naturräume innerhalb der Westfälischen Bucht sind die Hellwegbörden im Südosten, das Kernmünsterland im Süden und Südwesten sowie das Westmünsterland im Nordwesten.

## Lage und Grenzen
Im Ostmünsterland liegen der Kreis Gütersloh mit dem Großteil seiner Fläche, die Kreise Paderborn, Warendorf und Steinfurt wie auch die Städte Münster und Bielefeld zu kleineren, aber bedeutenden Teilen. Ferner berühren der Kreis Soest und der niedersächsische Landkreis Osnabrück randlich das Gebiet.
Der Naturraum liegt somit annähernd zur Hälfte außerhalb der historischen Landschaft Münsterland, weshalb die Bezeichnungen Ost- bzw. Sandmünsterland unter Umständen zu Verwechslungen führen könnten. Andererseits ist auch die Bezeichnung Emssandebene irreführend, da auch der Oberlauf der Lippe bis einschließlich Lippstadt nebst dessen rechtsseitigem Einzugsgebiet im Naturraum liegen.

## Naturräumliche Gliederung
Das Ostmünsterland gliedert sich wie folgt:
- (zu 54 Westfälische Bucht)
  - 540 Ostmünsterland
    - 540.0 Senne
      - 540.00 Haller Sandhang
      - 540.01

    - 540.1 Nordmünsterländer Lehmplatten
      - 540.10 Stukenbrocker Lehmplatten
      - 540.11 Steinhagener Lehmplatten
      - 540.12 Bockhorster Lehmplatte
      - 540.13 Versmolder Heidegürtel
      - 540.14 Glandorfer Lehmplatten

    - 540.2 Ostmünsterländer Sande
      - 540.20 Obere Lippetalung
      - 540.21 Benteler Niederungen
      - 540.22 Grubebach-Niederung
      - 540.23 Delbrücker Rücken
      - 540.24 Rietberger Emsniederung
      - 540.25 Neuenkirchener Sandebene
      - 540.26 Gütersloher Sandebene

    - 540.3 Nordmünsterländer Sande
      - 540.30 Sassenberger Sand
      - 540.31 Hesselteicher Niederung
      - 540.32 Greven-Beverner Sande
      - 540.33 Hohner Mark
      - 540.34 Flötheniederung
      - 540.35 Ladbergener Sand
      - 540.36 Saerbecker Sand
      - 540.37 Elter Sand
      - 540.38 Emsdettener Sandplatte
      - 540.39 Handorfer Sandplatte

    - 540.4 Münsterländer Emstal und Rhedaer Sandplatte (?)[9]
      - 540.40 Münsterländer Emstal
      - 540.41 Harsewinkeler Emstal
      - 540.42 Rhedaer Sandplatte